# Baienfurt
Baienfurt település Németországban, azon belül Baden-Württembergben. Lakosainak száma 7407 fő (2023. december 31.). Baienfurt Bergatreute és Baindt községekkel határos.

## Népesség
A település népessége az elmúlt években az alábbi módon változott:
| Lakosok száma | 4305 | 5284 | 6378 | 6322 | 6343 | 6920 | 7089 | 7252 | 7136 | 7407 |
|               | 1961 | 1967 | 1974 | 1980 | 1987 | 1993 | 2000 | 2006 | 2013 | 2023 |